# Olympische Sommerspiele 1996/Teilnehmer (Swasiland)
| Gelbes Symbol für Goldmedaillen mit stilisierten Olympischen Ringen | Graues Symbol für Silbermedaillen mit stilisierten Olympischen Ringen | Braundes Symbol für Bronzemedaillen mit stilisierten Olympischen Ringen |
| ------------------------------------------------------------------- | --------------------------------------------------------------------- | ----------------------------------------------------------------------- |
| —                                                                   | —                                                                     | —                                                                       |

Swasiland nahm an den Olympischen Sommerspielen 1996 in Atlanta, USA, mit einer Delegation von sechs Sportlern (fünf Männer und eine Frau) teil.

## Teilnehmer nach Sportarten

### Boxen
- Dan Mathunjawa
Mittelgewicht: 17. Platz

### Leichtathletik
- Themba Makhanya
800 Meter: Vorläufe

- Isaac Simelane
Marathon: 62. Platz

- Daniel Sibandze
Marathon: 78. Platz

- Victor Shabangu
Weitsprung: 43. Platz in der Qualifikation

### Schwimmen
- Daniela Menegon
Frauen, 800 Meter: 28. Platz